# Impossible Princess
Albums de Kylie Minogue
Kylie Minogue
(1994) Light Years
(2000)
Singles
1. Some Kind of Bliss
Sortie : 8 septembre 1997
2. Did It Again
Sortie : 24 novembre 1997
3. Breathe
Sortie : 16 mars 1998
4. Cowboy Style
Sortie : 5 octobre 1998

Impossible Princess (en Europe originellement intitulé simplement Kylie Minogue) est le sixième album studio de l'actrice et chanteuse australienne Kylie Minogue. Il est sorti en 1997—1998 (au Royaume-Uni en mars 1998). 
L'album a débuté à la 10e place du hit-parade britannique (pour la semaine du 29 mars au 4 avril 1998).

## Liste des pistes
| 1.    | Too Far             | Kylie Minogue                               | 4:43 |
| 2.    | Cowboy Style        | - Minogue - Brothers in Rhythm              | 4:44 |
| 3.    | Some Kind of Bliss  | - Minogue - Dave Eringa - Bradfield - Moore | 4:13 |
| 4.    | Did It Again        | - Minogue - Brothers in Rhythm              | 4:21 |
| 5.    | Breathe             | - Minogue - Ball - Vauk                     | 4:37 |
| 6.    | Say Hey             | Minogue                                     | 3:36 |
| 7.    | Drunk               | - Minogue - Brothers in Rhythm              | 3:58 |
| 8.    | I Don't Need Anyone | - Minogue - Bradfield - Jones               | 3:12 |
| 9.    | Jump                | - Minogue - Dougan                          | 4:02 |
| 10.   | Limbo               | - Minogue - Ball - Vauk                     | 4:05 |
| 11.   | Through the Years   | - Minogue - Ball - Vauk                     | 4:19 |
| 12.   | Dreams              | - Minogue - Brothers in Rhythm              | 3:44 |
| 49:57 |                     |                                             |      |